# Grube Idazeche
Die Grube Idazeche ist eine ehemalige Galmei-Grube des Bensberger Erzreviers in Bergisch Gladbach. Das Gelände gehört zum Stadtteil Herrenstrunden. Die Grube Idazeche bestand aus den Grubenfeldern Idazeche und Gagern.

## Geschichte
Aufgrund eines Mutungsgesuchs vom 30. März 1848, das mehrfach wiederholt wurde, erfolgte die Verleihung des Grubenfeldes am 4. September 1858 auf die Gewinnung von Galmei und Eisenerz. Über die Betriebstätigkeiten liegen keine Informationen vor.

## Lage und Relikte
Auf dem Weg von Herrenstrunden nach Herkenrath zeigt hinter der Ortschaft Asselborner Hof ein Verkehrsschild an, dass die 30-km-Zone beendet ist. In der danach folgenden Linkskurve kann man nach Westen an einer Wiese entlang über den Asselborner Bach hinaus in einen Buchenwald gelangen. Oben auf dem Berg angekommen, hält man sich ein wenig nördlich und steht nach wenigen Metern mitten im Grubenfeld Idazeche. Hier sind mehrere, zum Teil größere Pingen zu sehen, die auf früheren Tagebau hindeuten. Östlich angrenzend an das Grubenfeld Idazeche erstreckte sich das Grubenfeld Gagern mit mehreren Schurfstellen zwischen Herrenstrunden, Untertal, Obertal und Bölinghoven. Etwa 300 m südwestlich vom Hof Bölinghoven liegen auf der Anhöhe im Wald einige Pingen, die ebenfalls auf früheren Tagebau zurückgehen.